# Мартинес Кроветто, Рауль
Рау́ль Нере́о Марти́нес Крове́тто (исп. Raúl Nereo Martínez Crovetto, 1921—1988) — аргентинский ботаник.

## Биография
Рауль Мартинес Кроветто родился в городе Буэнос-Айрес в 1921 году. Учился в Университете Буэнос-Айреса, в 1945 году получил степень бакалавра. В 1942 году Мартинес Кроветто издал некоторые публикации, посвящённые злакам Южной Америки. Интересовался множеством областей ботаники, таких как таксономия, фитогеография и экология, однако посвящал большую часть своего времени этноботанике. В 1964 году была издана его книга Estudios Etnobotánicos. С 1959 по 1983 Рауль преподавал таксономию и фитогеографию на агрономическом факультете Национального северо-восточного университета в Корриентесе. В 1967 году он создал журнал Etnobiológia. Рауль Мартинес Кроветто скончался в 1988 году.

## Растения, названные в честь Р. Мартинеса Кроветто
- Paspalum guaraniticum var. crovettoi Burkart, 1968 [syn.  Paspalum ionanthum Chase, 1937]
- Zehneria martinez-crovettoi Keraudren, 1964